# Đura Džudžar
Đura Džudžar (Đurđevo, 22. travnja 1954.), biskup – eparh, Grkokatoličke eparhija sv. Nikole - Ruski Krstur, od 6. prosinca 2018. Do tada je bio apostolski egzarh Apostolskog egzarhata za grkokatolike u Srbiji.

## Vanjske poveznice
- (eng.) Catholic Hierarchy